# Doliosauriscus
Doliosauriscus (лат., возможные русские названия — долиозаврикус и долиозаврискус) — вымерший род хищных диноцефалов из семейства Anteosauridae, обитавших в пермском периоде. Типовой вид — Doliosauriscus yanschinovi. Близок к титанофонеусу, возможный его синоним.

## Открытие
Полный череп обнаружен И. А. Ефремовым во время раскопок Ишеевского местонахождения, Россия, в 1930-х годах, первоначально признан «старым самцом титанофонеуса». В 1958 году Ю. А. Орлов вынес этого диноцефала в отдельный род и вид — Doliosaurus yanshinovi. Однако название рода оказалось преоккупированным и в 1961 году O. Kuhn установил род Doliosauriscus.

## Описание

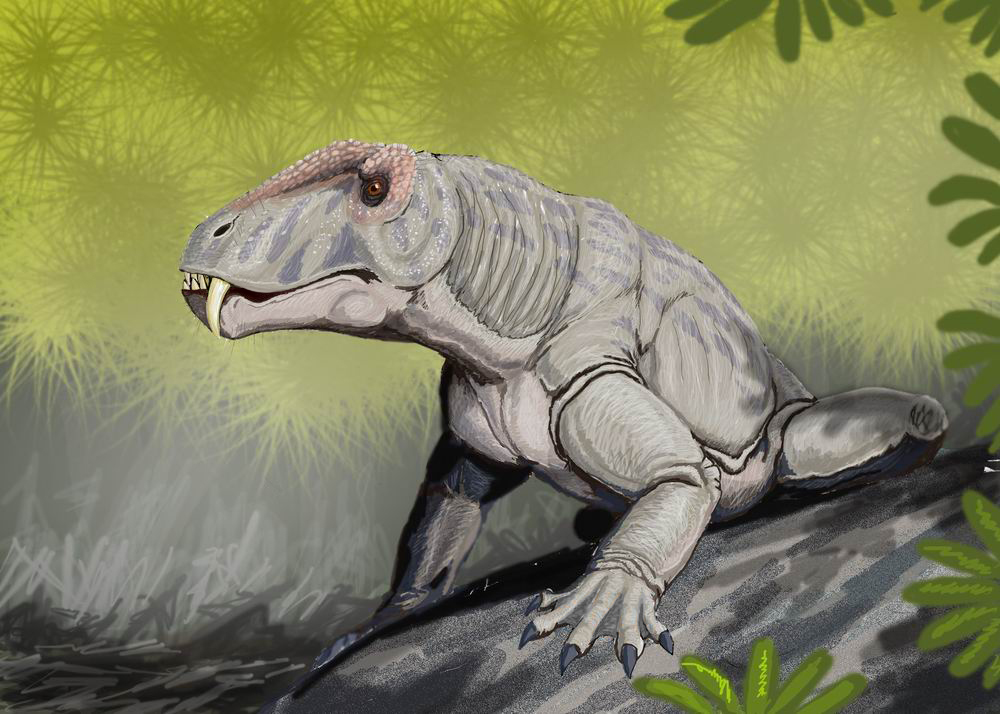
Doliosauriscus yanshinovi

Длина черепа Doliosauriscus достигала 53 см, что предполагает длину всего животного около 4—4,5 метров. Череп высокий, расширенный в скуловой области. Значительно развит пахиостоз задней половины носовых костей, предлобных, лобных, заднелобных костей. Поверхность пахиостозной зоны грубо ругозная. Не исключается, что эта богато кровоснабжавшаяся область служила для терморегуляции. Альтернативное объяснение предполагает значимость пахиостоза для внутривидовых схваток. Глазницы небольшие, мощная заглазничная дуга. Очень крупные, открытые сверху височные впадины, утолщённый задний край височной дуги. Зубы на буграх нёбных костей небольшие. На нёбе развиты углубления для нижних клыков и щёчных зубов (Орлов предполагал, что нёбо было ороговевшим). Мощные предклыковые зубы, длинные слабо изогнутые верхние клыки. Щёчные зубы с невысокими, сжатыми с боков коронками.

## Таксономия
Скелет Doliosauriscus в Палеонтологическом музее в Москве часто представляют в Интернете как скелет титанофонеуса. В целом оба рода очень близки, не исключено, что Doliosauriscus действительно может относиться к роду титанофонеус. Второй вид рода «Doliosauriscus» — Doliosauriscus adamanteus, описанный Ю. А. Орловым в 1958 году из средней перми Оренбургской области — оказался в итоге титанофонеусом (Titanophoneus adamanteus). Иногда Doliosauriscus сближают с Anteosaurus. Вместе с тем, в некоторых классификациях Doliosauriscus относят к подсемейству Brithopodinae, отделяя от титанофонеуса и Anteosaurus (подсемейство Anteosaurinae).

## Палеоэкология
Doliosauriscus мог быть крупным наземным или полуводным хищником, охотившимся на улемозавров и других позвоночных. В то же время, Ю. А. Орлов предполагал, что Doliosauriscus охотился в основном на околоводных и водных позвоночных (рыбу и земноводных).